# Crambe gordjaginii
Crambe gordjaginii är en korsblommig växtart som beskrevs av Sprygin och Mikhail Grigoríevič Popov. Crambe gordjaginii ingår i släktet krambar, och familjen korsblommiga växter. Inga underarter finns listade i Catalogue of Life.